# Simone Gavinet
Simone Gavinet est une céiste française de slalom. 
Aux Championnats du monde 1949 à Genève ainsi qu'aux Championnats du monde 1953 à Merano, elle est médaillée d'or en canoë biplace (C2) par équipe.
Aux Championnats du monde 1955 à Tacen, elle est médaillée d'or en C2 mixte avec son époux René Gavinet.